# Ya Kid K
Ya Kid K, egentligen Manuela Barbara Kamosi Moaso Djogi, född 26 januari 1972, var sångerska i bandet Technotronic som gjorde stor succé med låten Pump Up the Jam.